# أ. جي. هيتون
أ. جي. هيتون (بالإنجليزية: A. G. Heaton)‏ هو رسام أمريكي، ولد في 28 أبريل 1844، وتوفي في 11 أكتوبر 1930.